# 西王特鋼
西王特鋼有限公司，簡稱西王特鋼，（英語：Xiwang Special Steel Company Limited，港交所除牌前：1266），在2003年由山東西王集團有限公司分拆成立，主要業務製造普通鋼坯、特種鋼坯、無縫鋼管、軸承、齒輪、機械部件及焊接用鋼盤條等多種應用的特種鋼產品。
其股份自2012年2月23日在香港交易所主板上市，總部中國山東省鄒平縣韓店鎮西王工業園，至於香港則為位於灣仔港灣道25號海港中心21樓2110室。集團招股價為2.65港元至3.36港元，全球发售5亿股份，集资额为16.8亿港元。

## 連結
- XiwangSteel.com （页面存档备份，存于）